# Sistemas Transbus - Transmetropolitano
El Sistema de Transporte Público de Pasajeros Colectivo de Corredores Urbanos (conocido simplemente como Transbús), y el de Corredores Metropolitanos (llamado Transmetropolitano) son los servicios de autobús que forman parte del transporte público operante en la ciudad de Villahermosa, Tabasco y su zona conurbada.

## Historia

### Antecedentes
Con la llegada del primer automóvil a Tabasco en 1916 empezaron a circular los primeros autobuses de pasajeros en Villahermosa.
En 1934, el Gobernador Lic. Tomás Garrido Canabal fundó la Cooperativa de Transportes de Villahermosa, SCL. Este sería el primer gran intento de consolidación del transporte público en Villahermosa, logrando mantenerse hasta la administración del gobernador Lic. Mario Trujillo García, a mediados de la década de 1970
Ante esta problemática, el gobierno del Ing. Leandro Rovirosa Wade adquirió nuevas unidades para formar el sistema Autobuses del Pueblo que ofrecería servicio gratuito a la población en lo que se autorizaban placas para taxis colectivos. La medida fue insuficiente, y para 1978 la situación del transporte público era desastrosa.
En marzo de 1979, con 26 socios, inicia operaciones la empresa Transportes Urbanos del Centro S.A. de C.V., conocido popularmente como TUCSA, empresa que logró mejorar el servicio en la ciudad. Sin embargo, la crisis a la que entraría el país en 1981 llevó nuevamente a la ruina el proyecto.
En 1983, el gobierno de Enrique González Pedrero propuso crear un nuevo sistema de transporte, del cual deriva la mayoría de las rutas y terminales que existe en la actualidad: el Sistema de Autotransporte y Enlace de Tabasco, conocido mejor como SAETA. Este mejoró sustancialmente la calidad en el servicio de transporte público en la ciudad, pero la mala administración llevó a su liquidación final en marzo de 1992
Con la quiebra de SAETA surgieron nuevas uniones de trasportistas, como ARVIT, Setratab, UTPCAM, UTUCC y Vicosertra, que se encargaron de las rutas dejadas por el sistema anterior pasando paulatinamente de minibuses a vehículos tipo combi y van.
Lo anterior se sumó al continuo crecimiento de la ciudad de Villahermosa para hacer que el tráfico vehicular se volviera cada vez más complicado.

### Creación y consolidación del Transbús

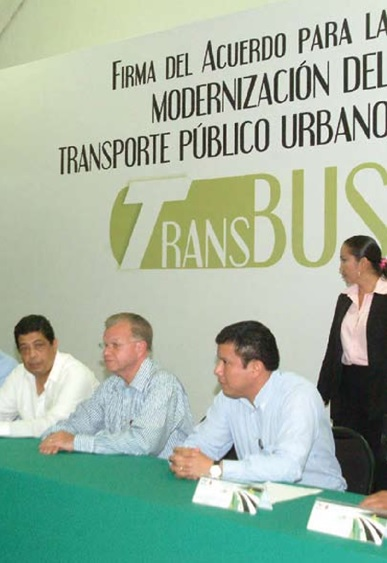
Firma del Acuerdo para la Modernización del Transporte Público Urbano de Villahermosa.

En febrero de 2008, el entonces gobernador del estado Q.F.B. Andrés R. Granier Melo anunció el Programa para la Transformación del Transporte Público cuyo propósito era agilizar el transporte público en Villahermosa y su zona metropolitana con unidades tipo autobús que sustituyeran las combis y vans, unificar rutas y desahogar las principales vialidades de la ciudad.
Con una inversión inicial de 20 millones de pesos obtenidos de un fideicomiso con HSBC, se compraron las primeras 70 unidades. Se esperaba que con la implementación del primer corredor del sistema salieran de operación 329 combis de transporte concesionado, beneficiar 51 colonias, transportar 50 mil personas al día y reducir en un 98% las emisiones de gases contaminantes.
En agosto de 2008 inicia operaciones el Transbús, sumando corredores en agosto de 2009 y septiembre de 2010. Por su parte, el sistema Transmetropolitano arrancaría primeramente en agosto de 2009 a Pomoca y en diciembre de 2011 hacia Parrilla.

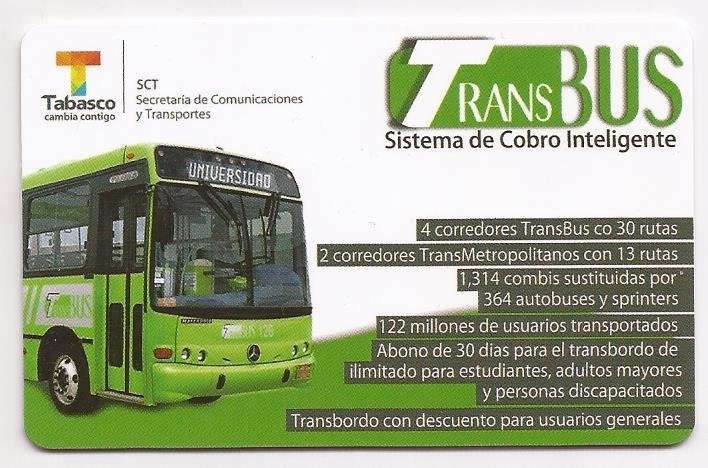
Tarjeta de cobro del Tranbús

Su costo inicial fue de 6 MXN, igual al pasaje de las unidades tipo van de aquel tiempo. Se presentó por primera vez en el estado el modelo de sistema de tarjeta de prepago, que cobraría 5.50 MXN al público general y 3.50 MXN a estudiantes, adultos mayores y personas con discapacidad.

Con el cambio político del 2012, la entrante administración del Lic. Arturo Núñez acusó de corrupción y mala gestión en la implementación del Transbús y Transmetropolitano por parte del gobierno anterior considerando al sistema una empresa sin vialidad. Los conflictos entre el gobierno y los socios llevaron al deterioro en la calidad del servicio.

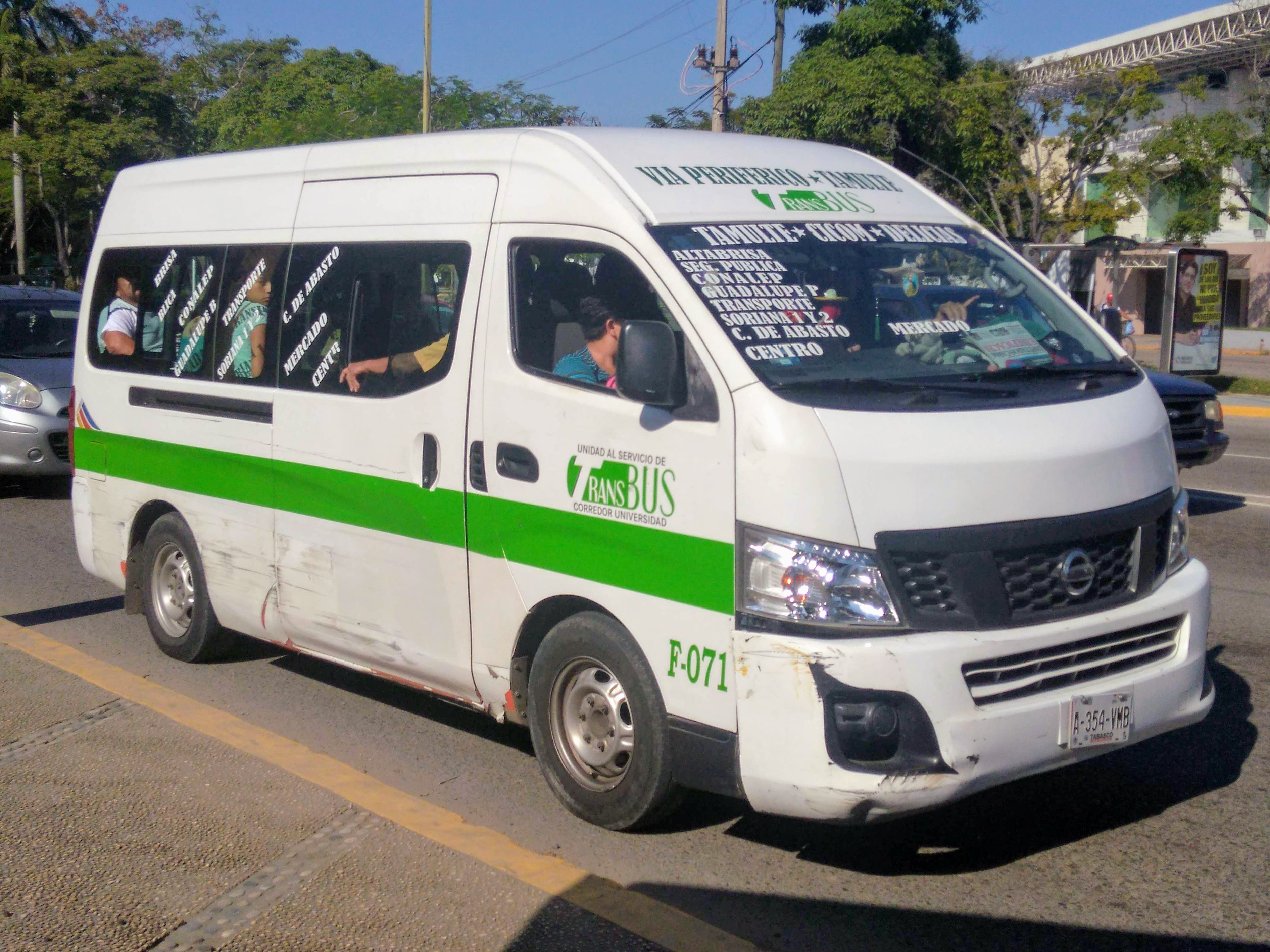
Urvan del sistema Transbús

El 11 de noviembre de 2015, un incendio destruyó 47 autobuses, lo que afectó gravemente a la sostenibilidad del sistema. A este siniestro se le sumó uno más el 31 de diciembre del 2016, quemando 8 unidades. Así, paulatinamente fue decayendo el sistema de transporte en la ciudad.
En los últimos años se han planteado soluciones como la creación de una nueva empresa u otorgar la concesión del Transbús a empresas particulares, aunque ninguna de estas propuestas ha sido realmente valorada
De las 185 unidades que llegó a contar en 2013, actualmente solo quedan 64 buses a los que se suman 196 vehículos tipo urvan que suplen provisionalmente los faltantes. Se espera que en 2020 entren en circulación 80 nuevas unidades y con ellas, una reestructuración del sistema.

## Sistema Transbus
El sistema Transbús es administrado por dos compañías: Transportes Urbanos Integrados S.A. de C.V. y Transportes Urbanos Integrados de Villahermosa S.C. de R.L. de C.V.   
Actualmente se cuenta con cuatro corredores coordinados, sumando 51 km de recorridos troncales, de los que parten 30 rutas ramales.
Su tarifa actual es de 9.50 MXN en efectivo y 8.00 MXN con tarjeta, con pasaje preferencial a estudiantes, personas de la tercera edad y con discapacidad de 5.00 MXN en efectivo y 4.00 MXN con tarjeta.
| Corredor      | Rutas Ramales | Rutas Ramales                           |
| ------------- | ------------- | --------------------------------------- |
| Méndez        | M1            | Ixtacomitán - Mercado                   |
| Méndez        | M2            | Sabina - Mercado                        |
| Méndez        | M3            | Los Mangos - Mercado                    |
| Méndez        | M4            | Punta Brava - Mercado                   |
| Méndez        | M5            | Anacleto Canabal - Mercado              |
| Méndez        | M6            | Carrizal - Mercado                      |
| Méndez        | M7            | Juan Graham - Mercado                   |
| Méndez        | M8            | Guadalupe Borja - Mercado               |
| 27 de Febrero | 27-1          | Espejo I y II - Mercado                 |
| 27 de Febrero | 27-2          | Carrizal - Mercado                      |
| 27 de Febrero | 27-3          | Buenavista - Frigorífico                |
| 27 de Febrero | 27-4          | Puente Pedrero - Infonavit Atasta       |
| 27 de Febrero | 27-5          | Buenavista - Deportiva - Hosp. Rovirosa |
| 27 de Febrero | 27-6          | Brisas del Carrizal - DACSyH            |
| 27 de Febrero | 27-7          | Buenavista - Hospitales                 |
| Universidad   | U1            | Los Pinos - Ruiz Cortines               |
| Universidad   | U2            | Indeco - Méndez                         |
| Universidad   | U3            | Lagunas - Ruiz Cortines                 |
| Universidad   | U4            | Lagartera - Ruiz Cortines               |
| Universidad   | U5            | Constitución (km 10) - Ruiz Cortines    |
| Universidad   | U6            | Tierra Amarilla - Ruiz Cortines         |
| Universidad   | U7            | Asunción Castellanos - Méndez           |
| Universidad   | U8            | Pyasur - Ruiz Cortines                  |
| Universidad   | U9            | Compuerta - Ruiz Cortines               |
| Universidad   | U10           | Villa las Flores - Méndez               |
| Universidad   | U11           | Tierra Colorada - Méndez                |
| Bicentenario  | B1            | IMP - Periférico - Mercado              |
| Bicentenario  | B2            | Infonavit Atasta - Indeco               |
| Bicentenario  | B3            | Guayabal - Lagunas                      |
| Bicentenario  | B4            | Guayabal - Tierra Colorada              |

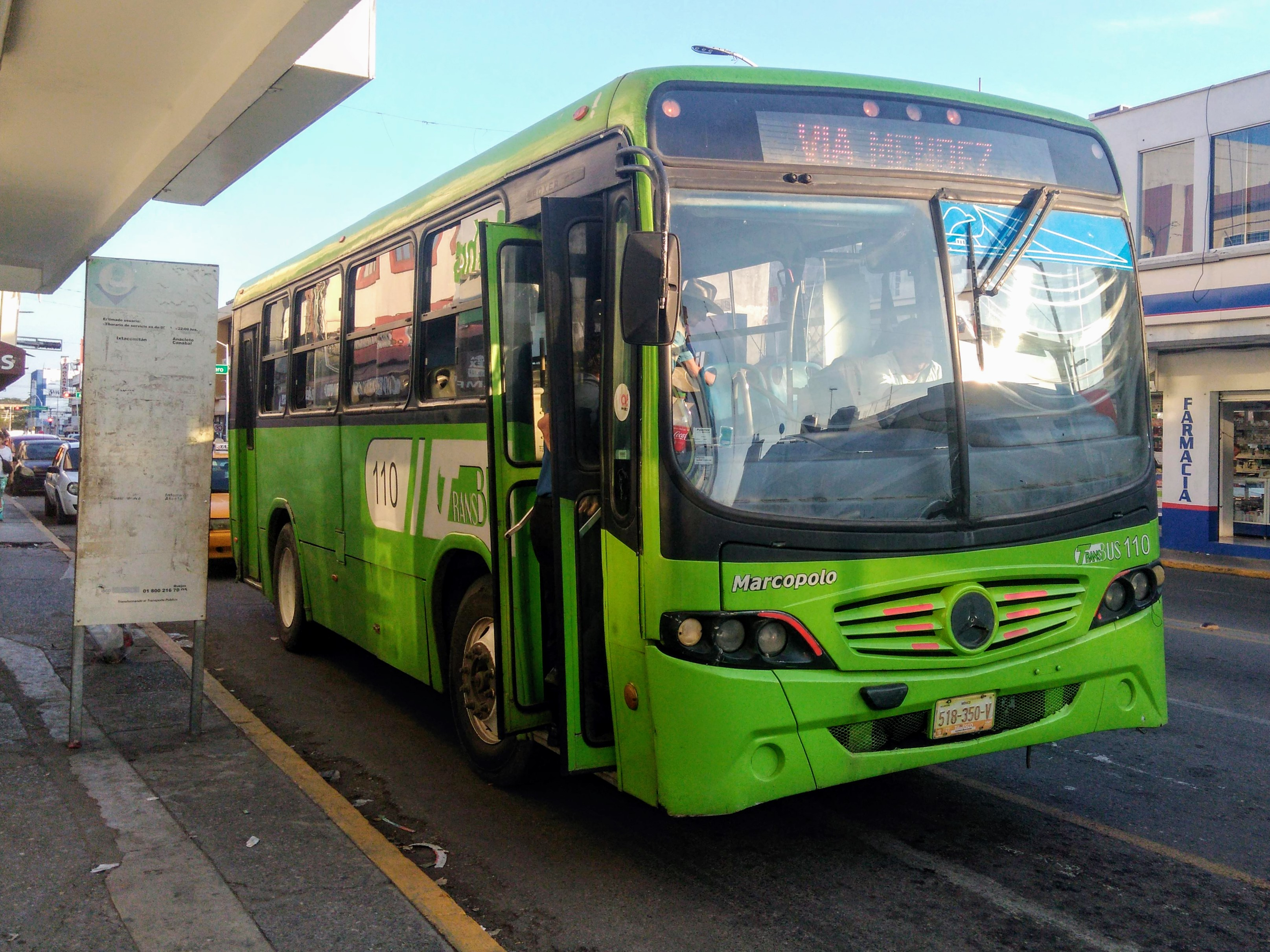
Unidad Transbús

Mapa del sistema Transbús

Su flota actual de autobuses consta de unidades Mercedes Benz Torino y Mercedes Benz Boxer Of como unidades convencionales, y vehículos Dina Runner 9 con sistemas de acceso para personas con discapacidad. 

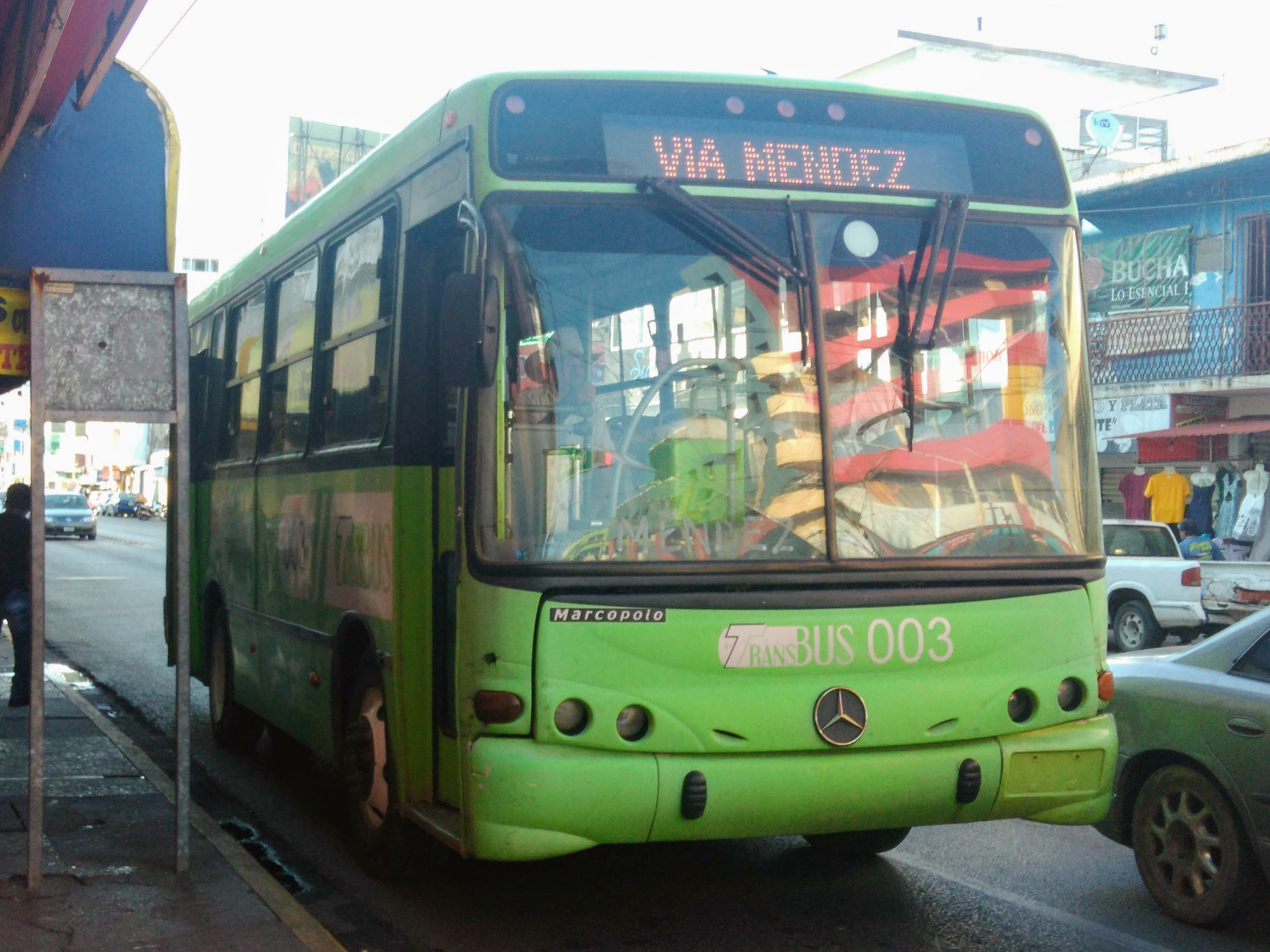
Mercedes Benz Torino
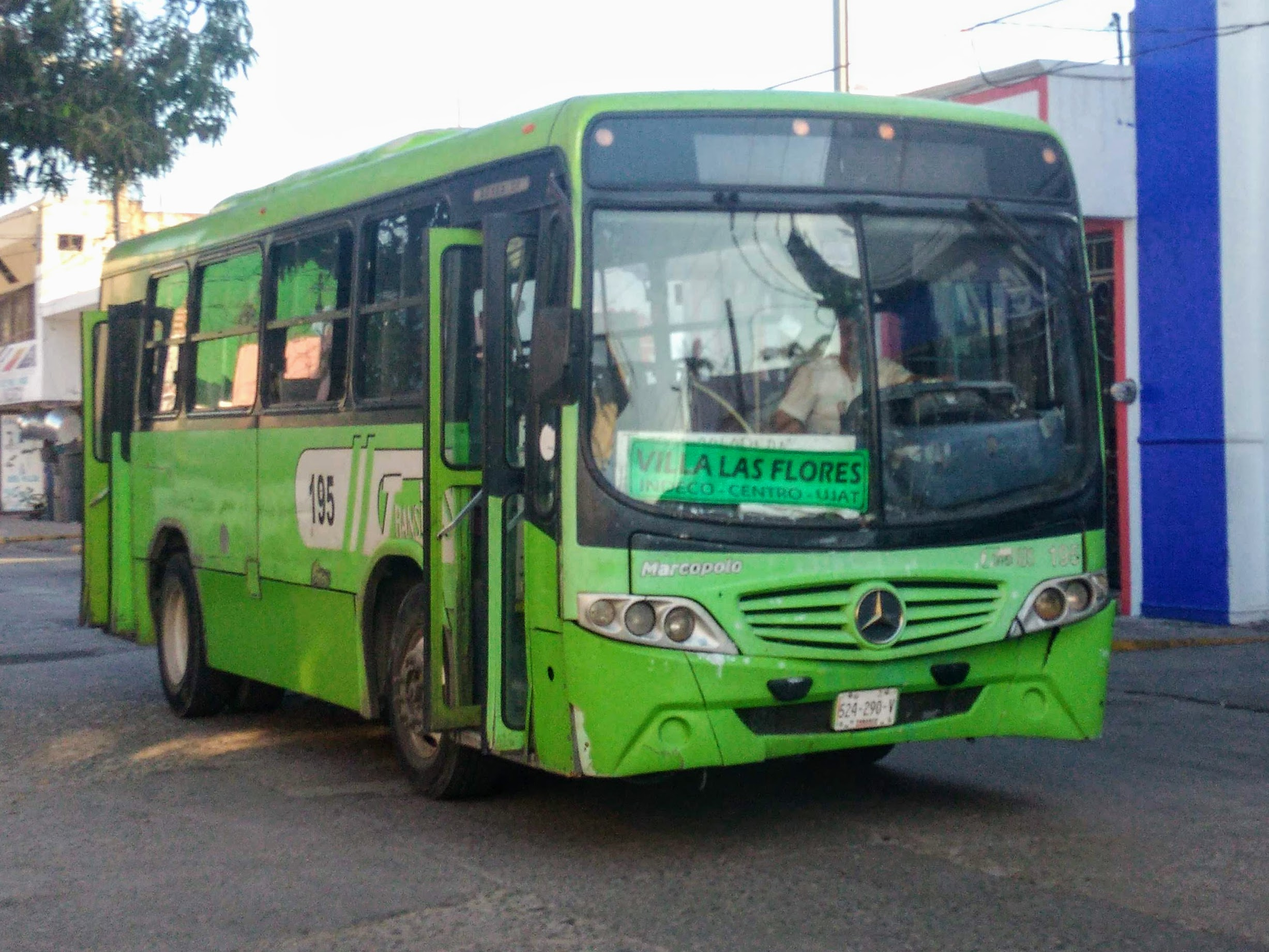
Mercedes Benz Boxer Of
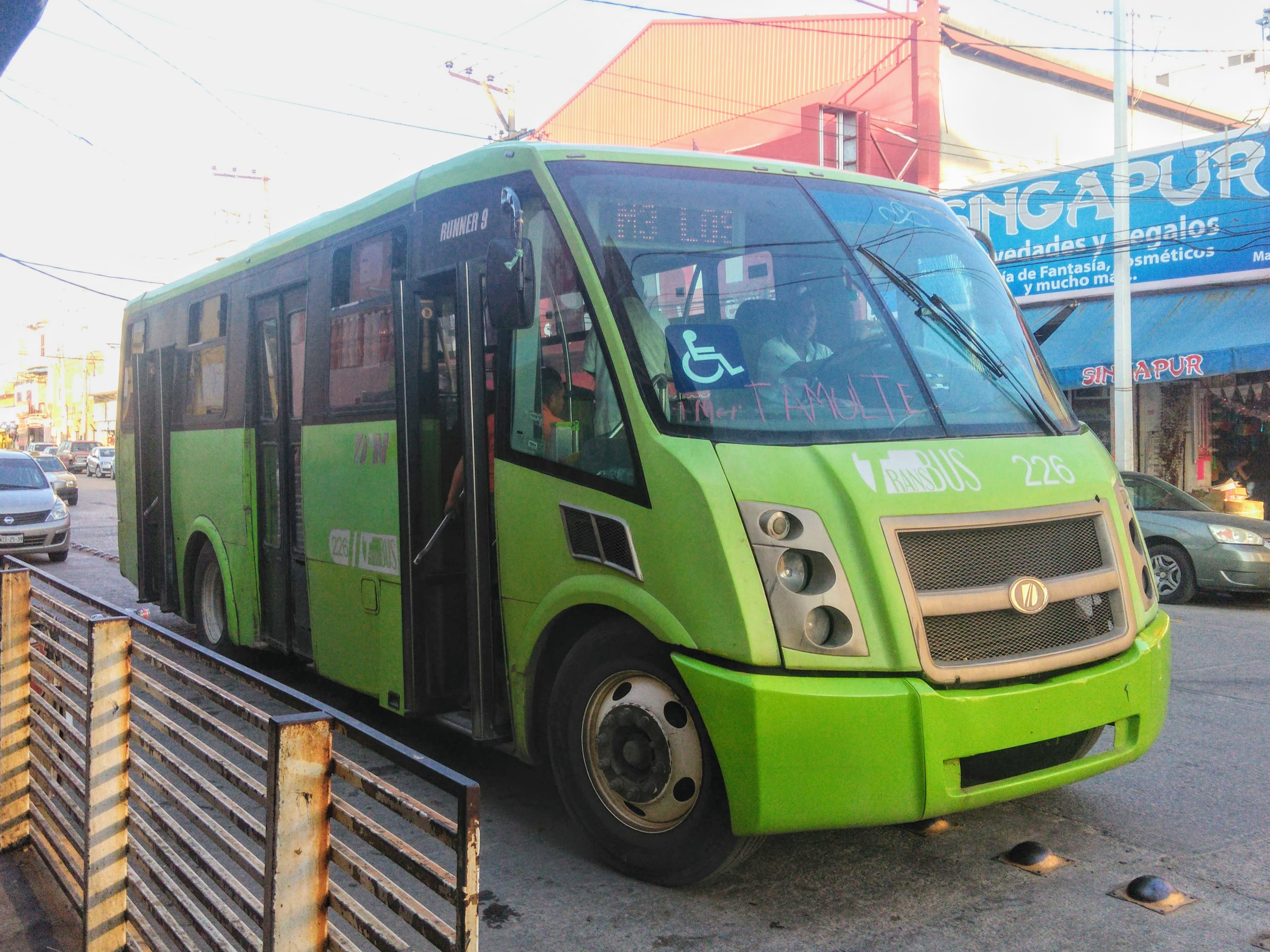
Dina Runner 9

### Corredor Méndez

Corredor coordinado "Méndez"

El 30 de junio de 2008 se dio banderazo al primer corredor del sistema, que se extendería sobre la Av. Gregorio Méndez, aunque inició operaciones formalmente al día siguiente. Su recorrido troncal es de 7.7 km., con 23 paradas.
| Mariachis \| Allende \| Revolución \| Tamulté \| Haciendas \| Hosp. De la Mujer \| Comisión \| Atasta \| El Caballito \| Recreativo \| Educación \| Curva del Diablo \| Guacamayos \| La Florida \| Pagés Llergo \| Gil y Sáenz \| Mina \| Castillo \| Madero \| La Paz \| Paso del Duende \| Malecón \| Mercado Pino Suárez |

De este corredor parten ocho rutas ramales. En noviembre de 2008 se anunció la ruta M9 que pasaría por Tabasco 2000, pero alegando la poca demanda fue cancelada en noviembre de 2010

### Corredor 27 de Febrero

Corredor coordinado "27 de Febrero"

Inició operaciones el 25 de junio de 2009 con la puesta en circulación de 55 unidades. Se extiende a lo largo de 8 km de recorrido troncal en la Av. 27 de Febrero, con un total de 31 paradas. Originalmente tuvo 6 rutas ramales, pero en agosto de 2013 se creó la ruta 27-7, conocida como “Buenavista – Hospitales”
| Por 27 de Febrero  | Plaza de Toros \| Ruiz Cortines \| Sarlat \| Abasolo \| Morelos \| El Caballito \| ISSSTE \| Salón Carnitas \| Batallón \| Federal 2 \| La Ceiba \| Niños Traviesos \| IMSS 43 \| El Águila \| Reloj de las Tres Caras \| Catedral \| Bajada de la Mosca \| Cruz Verde |
| Periferia - Centro | Hidalgo \| Plazuela del Águila \| Corregidora \| Zona Luz \| Malecón Paso del Duende \| Mercado Pino Suárez |
| Centro - Periferia | Lino Merino \| Chetumalito \| Madero \| Juárez \| Pajaritos \| Las Turkas |

### Corredor Universidad

Corredor coordinado "Universidad"

Este fue anunciado en junio de 2010, siendo inaugurado el 8 de septiembre de 2010 con la puesta en circulación de 89 unidades. Si bien las 11 rutas del corredor pasan por Av. Universidad, su recorrido troncal cuenta con dos bifurcaciones. Suma un total de 14.2 km en los que se encuentran 36 paradas.
| Por Universidad           | Magisterial \| UJAT \| Hospital Rovirosa \| Las Américas \| IMSS 46 \| Sendero \| Tecnológico \| Altos Hornos \| CETis 70 \| Reclusorio \| Congreso de Chilpancingo |
| Por Ramón Mendoza         | Las Américas \| Psiquiátrico \| Santa Lucía \| Alijadores \| Parque \| Asunción Castellanos \| Pyasur \| Compuerta \| Matilde Frías \| Mercado de Tierra Colorada   |
| Por Pagés Llergo y Méndez | López Mateos \| Presente \| Pagés Llergo \| Gil y Sáenz \| Mina \| Castillo \| Madero \| Paso del Duende \| Malecón \| Mercado Pino Suárez \| Lino Merino \| La Paz |
| Por Ruiz Cortines         | La Coca \| Base 4 (Mina) \| Central Camionera \| 20-20 \| Mercado Pino Suárez                                                                                       |

### Corredor Bicentenario

Corredor coordinad "Bicentenario"

Fue puesto en marcha el mismo día que el corredor Universidad. Circula sobre el Periférico Carlos Pellicer, la Av. Paseo Usumacinta y el Blvd. Adolfo Ruiz Cortines, sumando 21.1 km de recorrido. Cuenta con 47 paradas.
| Por Periférico                 | CTA de PEMEX \| Fracc. Carrizal \| La Choca \| El Ganadero \| CFE \| Espejo 2 \| Federal 5 \| Espejo 1 \| Reyes Zurita \| Boliche \| Europlaza \| Tabagás \| Transporte \| Gasolinera \| La Estrella \| Perforadora México \| San Joaquín \| Cárcamo \| Los Jinetes \| Plaza Villahermosa \| San Luis \| Fovissste \| Altabrisa \| De La Sierra \| Conalep \| Seguridad Pública \| Guayabal \| Esperanza Iris \| Cicom \| Macuilís \| Zona Luz \| Paso del Duende \| Malecón \| Mercado Pino Suárez |
| Por Usumacinta – Ruiz Cortines | Guayabal \| Fuente Maya \| Sandino \| IMSS 43 \| Niños Traviesos \| Fiscalía \| Educación \| José Colomo \| Lindavista \| Magallanes \| Olmeca \| Tomás Garrido \| La Venta \| Sindicatos \| La Coca |

En 2011 se anunció la posible creación de la ruta B5, de Guayabal a la DACSyH, que desahogaría la ruta 27-6, pero ésta nunca fue concretada.

## Sistema TransMetropolitano
Al igual que el Transbús, fue introducido por el gobierno del estado para mejorar el transporte público de la zona metropolitana de Villahermosa. En su flota se dispone de 45 autobuses y 30 vehículos tipo urvan, brindando servicio actualmente a 50 mil personas al día.

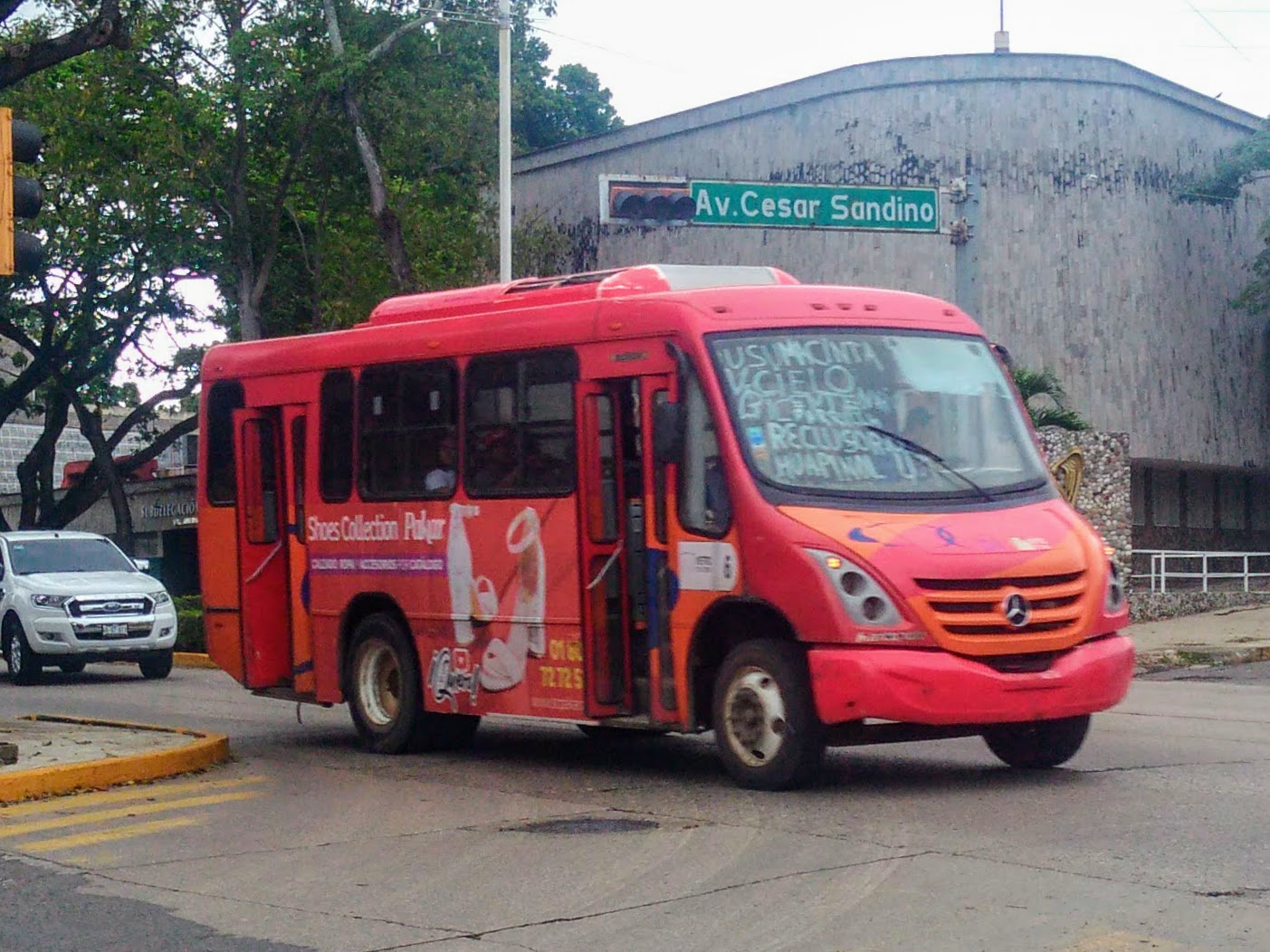
Unidad de transporte urbano denominado Transmetropolitano.

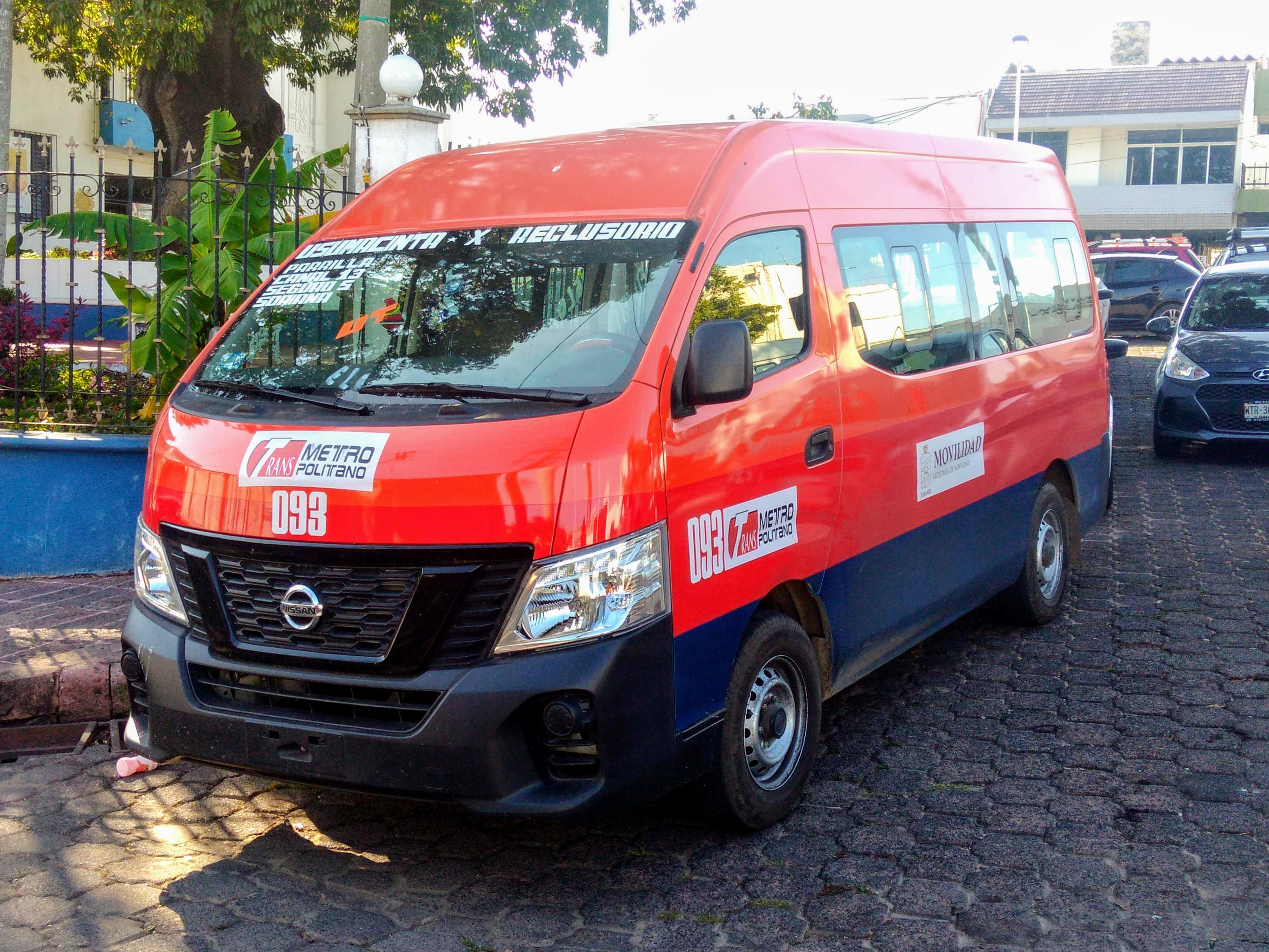
Unidad tipo urvan al servicio provisional del Transmetropolitano.

El Sistema Transmetropolitano es administrado por dos compañías, que gestiona su respectivo corredor coordinado.
El primero anunciado el 31 de agosto de 2009, donde se crearía el primer corredor del sistema que iría del centro de Villahermosa hasta el fraccionamiento Pomoca, éste en el municipio de Nacajuca. Inició operaciones el 7 de octubre de ese mismo año, gestionado por la compañía Transporte Metropolitano Pomoca S.A. de C.V.
Por su parte, Transportes Playas y Parrilla S.C. de R.L. de C.V. que brinda servicio a las poblaciones de Playas del Rosario, Parrilla y aledañas, distantes a alrededor de 18 km de la capital del estado, inicio operaciones el 12 de noviembre de 2012

#### Corredores y rutas[30][31]
Este sistema cuenta con 15 rutas, 14 del corredor Parrilla-Playas del Rosario y el restante del corredor Pomoca.
| T1   | Valle Real - Pomoca - Universidad - Mercado       |
| PP1  | Playas del Rosario - Usumacinta - Reclusorio      |
| PP2  | Revolución - Usumacinta - Plaza de Toros          |
| PP3  | Revolución - Gaviotas - Reclusorio                |
| PP4  | La Lima - Usumacinta - Reclusorio                 |
| PP5  | Parrilla II - Usumacinta - Reclusorio             |
| PP6  | Parrilla II - Gaviotas - Reclusorio               |
| PP7  | La Venta - Las Mercedes - Usumacinta - Reclusorio |
| PP8  | Las Mercedes - Gaviotas - Reclusorio              |
| PP9  | Cd. Bicentenario - Usumacinta - Reclusorio        |
| PP10 | Villa El Cielo - Usumacinta - Reclusorio          |
| PP11 | Casas Geo - Estanzuela - Usumacinta - Reclusorio  |
| PP12 | Santa Fe - Parrilla - Usumacinta - Reclusorio     |
| PP13 | Cd. Bicentenario - Gaviotas - Reclusorio          |
| PP14 | Villa El Cielo - Gaviotas - Reclusorio            |

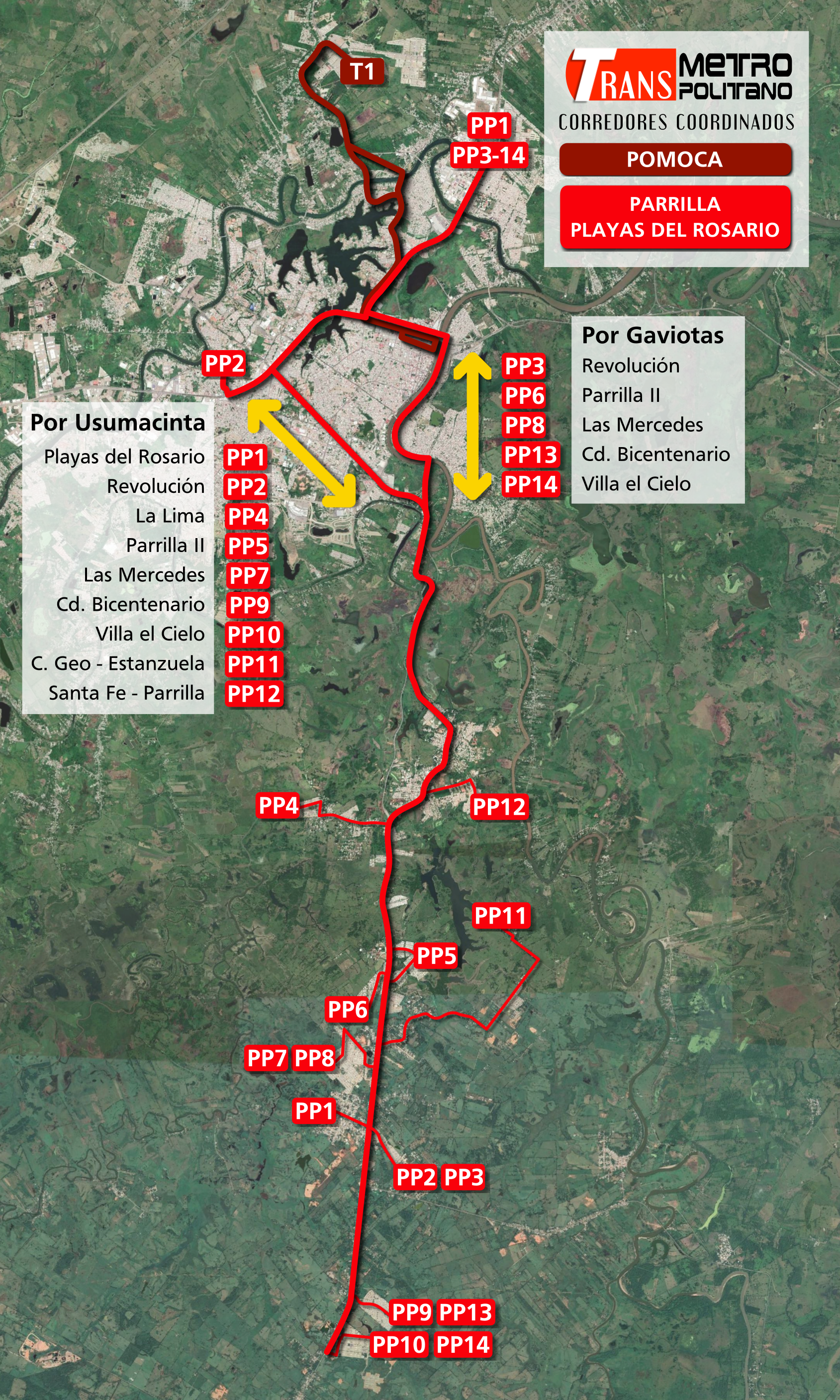
Corredores y rutas del Sistema Transmetropolitano

En la actualidad, la empresa responsable de administrar el corredor de Parrilla - Playas del Rosario paso a abandonar algunas rutas, consecuencia de la decadencia en el servicio por la mala administración de la empresa. Estas son:
PP5: Parilla II - Usumacinta - Reclusorio
PP6: Parrilla II - Gaviotas- Reclusorio
PP8: Las Mercedes - Gaviotas - Reclusorio
PP12: Santa fe - Parilla - Usumacinta - Reclusorio